# 元始祭
| 宮中祭祀の主要祭儀一覧             |
| 四方拝・歳旦祭                     |
| 元始祭                             |
| 奏事始                             |
| 昭和天皇祭（先帝祭）               |
| 孝明天皇例祭（先帝以前三代の例祭） |
| 祈年祭                             |
| 天長祭（天長節祭）                 |
| 春季皇霊祭・春季神殿祭             |
| 神武天皇祭・皇霊殿御神楽           |
| 香淳皇后例祭（先后の例祭）         |
| 節折・大祓                         |
| 明治天皇例祭（先帝以前三代の例祭） |
| 秋季皇霊祭・秋季神殿祭             |
| 神嘗祭                             |
| 新嘗祭                             |
| 賢所御神楽                         |
| 大正天皇例祭（先帝以前三代の例祭） |
| 節折・大祓                         |

元始祭（げんしさい）は、宮中祭祀の一つ。大祭。
現在は、1月3日に天皇が宮中三殿（賢所・皇霊殿・神殿）において自ら主宰する「親祭」であり、皇位の元始を祝い、皇霊と天神地祇を祭る儀式である。「皇位の元始」とは「天壌無窮の神勅」を指す。
元始祭は、1870年（明治3年）1月3日 (旧暦)、神祇官八神殿に八神・天神地祇・歴代の皇霊を鎮祭したことに始まる。1873年（明治6年）1月3日から現在の三殿親祭の形式となった。1908年（明治41年）9月19日制定の「皇室祭祀令」では大祭に指定された。1年で最初に行われる大祭である。同法令は1947年（昭和22年）5月2日に廃止されたが、1948年（昭和23年）以降も宮中では従来通りの元始祭が行われている。
「年中祭日祝日ノ休暇日ヲ定ム」および「休日ニ関スル件」により、1874年（明治7年）から1948年（昭和23年）までは、同名の祝祭日（休日）であった。